# Asterigerinidae
Asterigerinidae es una familia de foraminíferos bentónicos de la superfamilia Asterigerinoidea, del suborden Rotaliina y del orden Rotaliida. Su rango cronoestratigráfico abarca desde el Eoceno hasta la Actualidad.

## Clasificación
Asterigerinidae incluye al siguiente género:
- Asterigerina